# Jurij Kannabich
Jurij Władimirowicz Kannabich (ros. Юрий Владимирович Каннабих, ur. 23 września?/5 października 1872 w Sankt Petersburgu, zm. 3 lutego 1939 w Moskwie) – rosyjski lekarz psychiatra, psychoanalityk, psychoterapeuta, historyk psychiatrii. Zasłużony Naukowiec RFSRR (1937).

## Życiorys
Ukończył gimnazjum klasyczne w Odessie, następnie studiował na Wydziale Przyrodniczym (1896) i Lekarskim Uniwersytetu Moskiewskiego (1899). W 1898 roku odbył staż w klinice Kraepelina w Heidelbergu. Od 1900 do 1903 asystent w klinice propedeutyki medycyny Uniwersytetu Moskiewskiego. Od 1909 do 1917 w podmoskiewskim sanatorium Kriukowo. W latach 1920–21 brał udział w organizacji Uniwersytetu w Taszkencie i był pierwszym profesorem na tamtejszej katedrze psychiatrii. Od 1920 do 1938 związany z sanatorium Pokrowskoje-Strieszniewo. Od 1924 wykładał psychologię na 3. Moskiewskim Uniwersytecie.
W 1929 opublikował monografię poświęconą historii psychiatrii od czasów najwcześniejszych do lat 20. XX wieku.
Pochowany na Cmentarzu Nowodziewiczym w Moskwie.

## Wybrane prace
- К вопросу о свободе воли. Данные гипнологии и психопатологии (1907)
- Эволюция психотерапевтических идей в ХIХ веке (1910)
- Психотерапия легких случаев периодической депрессии: (депрессио периодика, сислотнимия, психосис циркуларис). Типография Штаба Московского военнаго Округа, 1911
- Лечение психоневрозов (1926)
- Психотерапия (1927)
- Что такое душевные болезни (1928)
- История психиатрии. Л.: Государственное медицинское издательство, 1928
- Исторические пути френологических идей и личная судьба их творца. К столетию смерти Галля (1929)
- Психоанализ (1931)
- Гегель и психиатрия (1931)
- Место гипноза в системе советской психотерапии и психогигиены (1934)